# Lễ hội bánh Piernika ở Toruń

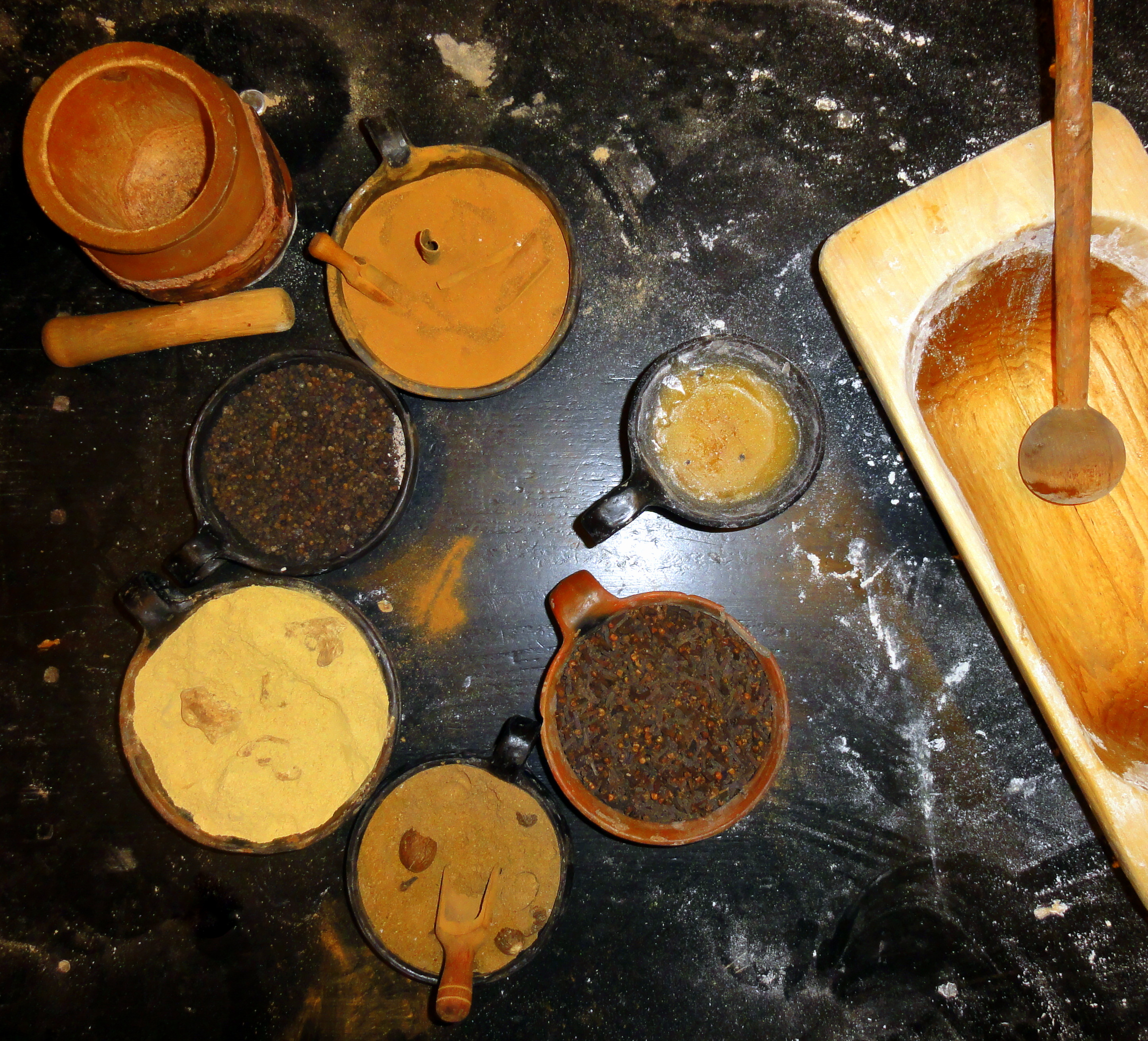
Triển lãm các dụng cụ làm bánh Piernika

Lễ hội bánh Piernika là một sự kiện âm nhạc, nghệ thuật và dân tộc học diễn ra từ năm 2002 tại Toruń, Ba Lan. Và trong lễ hội này bánh Piernika có nguồn gốc từ Toruń là tâm điểm của sự kiện.
Người khởi xướng ngày lễ ở Toruń này là Gazeta Wyborcza.
Sự kiện diễn ra vào một trong những ngày cuối tuần của tháng 6 và kéo dài 1-2 ngày. Nhà tổ chức của nó là Nhà máy Bánh kẹo Copernicus và giám đốc Przemysław Myśliwa. Nó được tổ chức tại Bảo tàng Dân tộc học và bảo tàng ngoài trời, ở rìa của phố cổ Toruń.

## Lịch sử
Bánh Piernika là một đặc trưng điển hình liên quan đến Toruń và là một trong những biểu tượng quan trọng nhất của Toruń, được nướng từ thời Trung cổ. Bánh được sản xuất hàng loạt trong nhà máy hiện đại đầu tiên của khu vực, được xây dựng bởi Jan Weese vào năm 1751. Nhà máy này là một trong những công ty lâu đời nhất trong khu vực và là công ty lâu đời nhất còn tồn tại. Đây cũng là nhà sản xuất bánh gừng và bánh quế lâu đời nhất ở Ba Lan, đồng thời là một trong những nhà sản xuất lâu đời nhất ở châu Âu.
Lễ hội đã được gợi ý tổ chức lại bởi ý tưởng của tòa soạn báo Toruń năm 2001. Từ năm 2002, nó đã được tổ chức bởi Nhà máy Bánh kẹo Copernicus, một nhà sản xuất bánh Piernika.

## Chương trình
Lễ hội được bổ sung bởi các cuộc trò chuyện của các cối xay về công việc trong một cối xay và các cuộc biểu tình mài đá, một triển lãm bánh gừng dân gian và một triển lãm về cối xay. Trong lễ hội bánh Piernika có máy xay, người đi bộ trên sàn, người tung hứng, nhân vật Copernicus, thương nhân từ phương Đông, con rối sống, bạn có thể nghe thấy truyền thuyết về bánh Piernika.
Lễ hội kết thúc bằng một buổi hòa nhạc trên Đại lộ Philadelphia.